# Фелюга

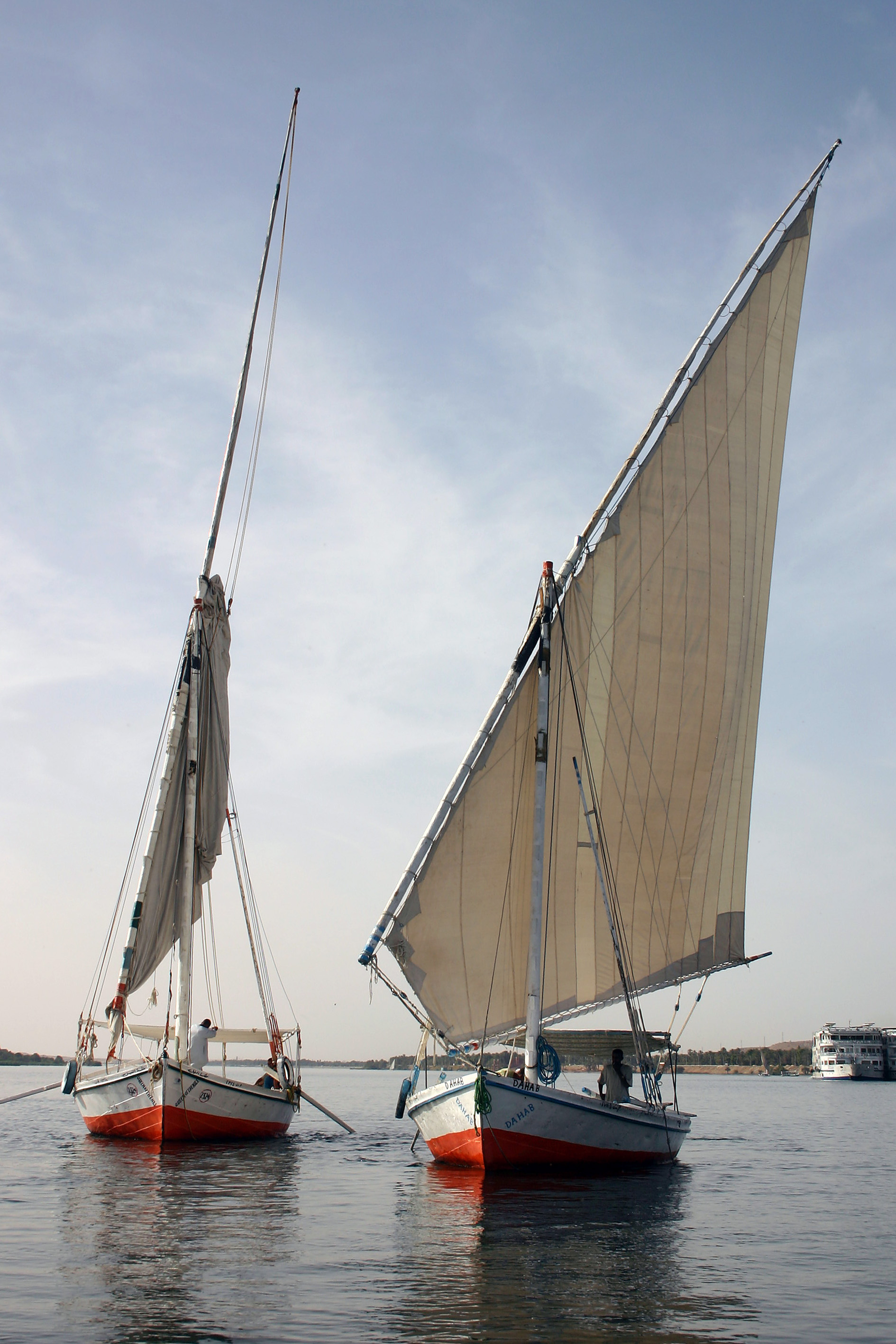
Фелюги біля Асуана

Фелю́га, заст. фелю́ка (італ. feluca, від араб. فلوكة) — невелике одно-палубне та однощоглове судно зі своєрідним косим вітрилом чи двома вітрилами, зустрічалося у військових та торгових флотах Середземного моря та Нілу. Грецькі пірати віддавали перевагу цим суднам за швидкохідність і маневреність.
Фелюга має завищену палубу, загострений ніс і вітрильне озброєння, схоже з озброєнням галери. Вітрило у фелюги схоже на латинське, але не трикутне, а має вигляд неправильної трапеції (або трикутник з підтятим нижнім кутом) — така форма відома під назвою «арабського» вітрила. Реї з двох боків вітрила. Військова фелюга озброювалася 6-8 невеликими гарматами на верхній палубі. Осадка фелюги — не більше одного метра. Іноді фелюги кріпилися на великих кораблях і використовувалися як посильні судна.
Сучасні фелюги часто оснащують двигунами. Зазвичай фелюга може перевозити близько десяти пасажирів і обслуговується командою у дві-три особи.

## Галерея

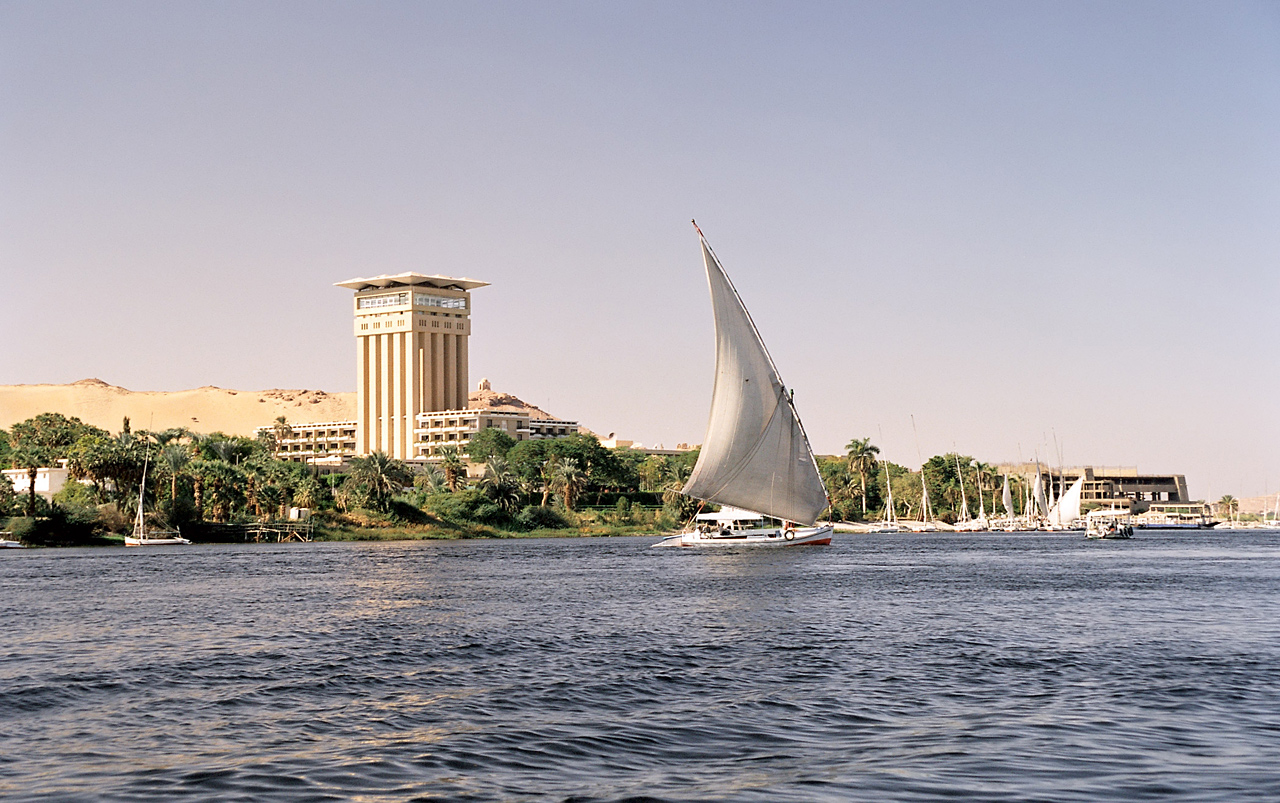
Фелюга біля острова Елефантина. Асуан
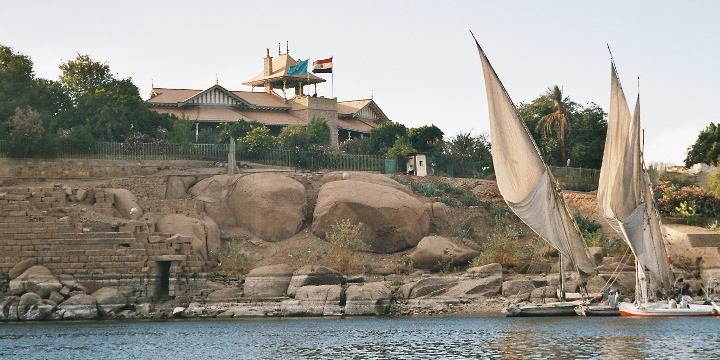
Фелюги на Нилі з частково зібраними вітрилами.
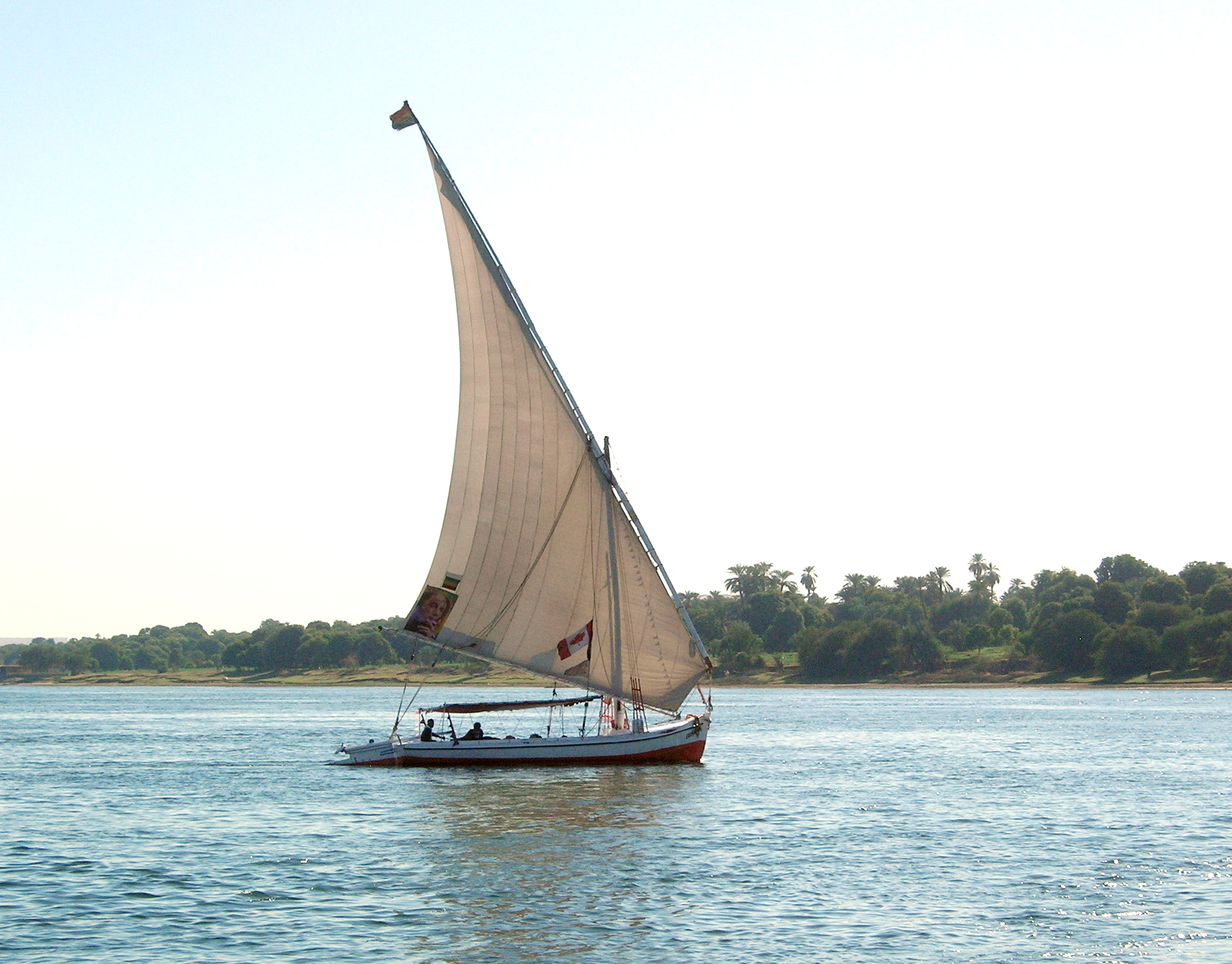
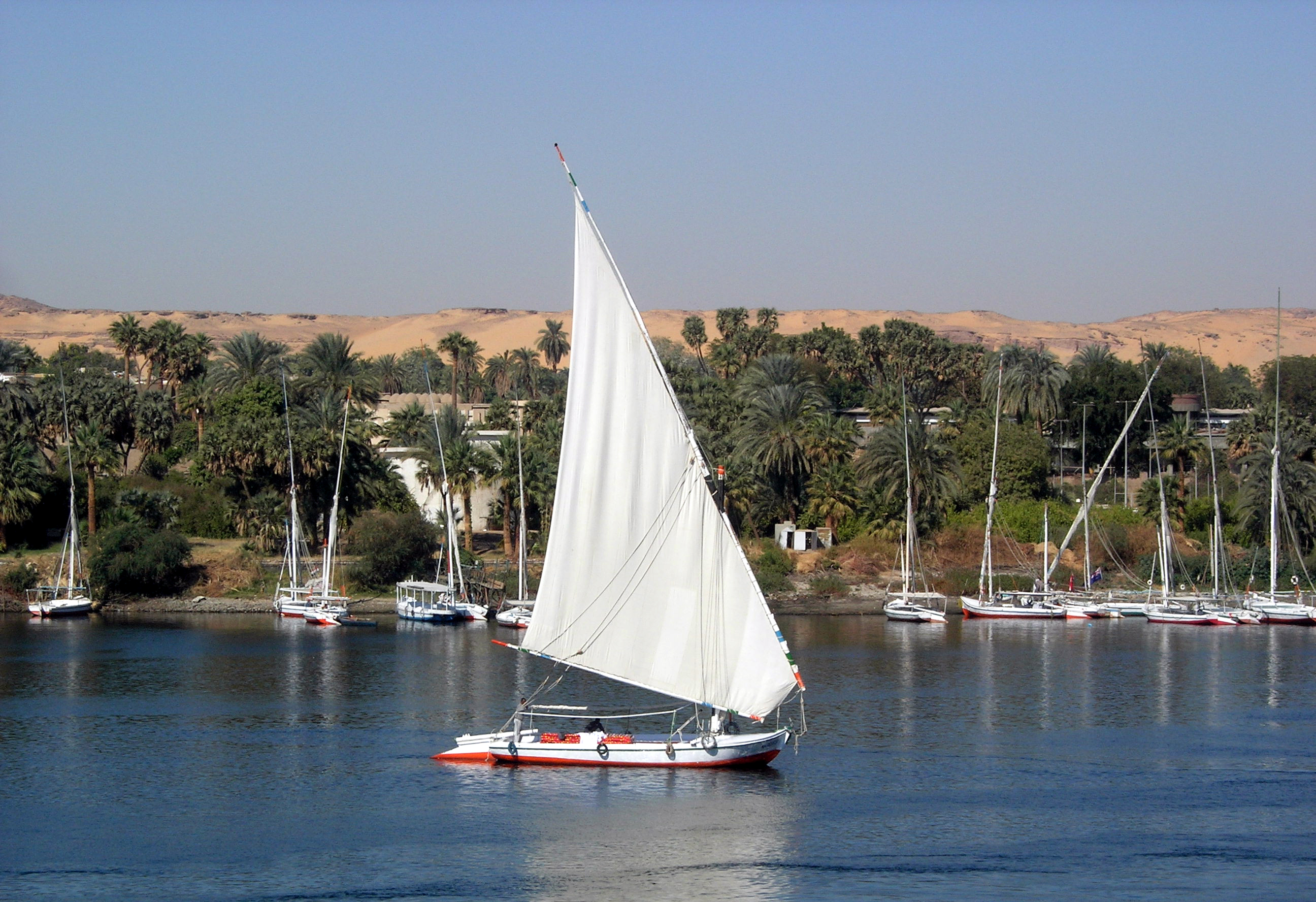
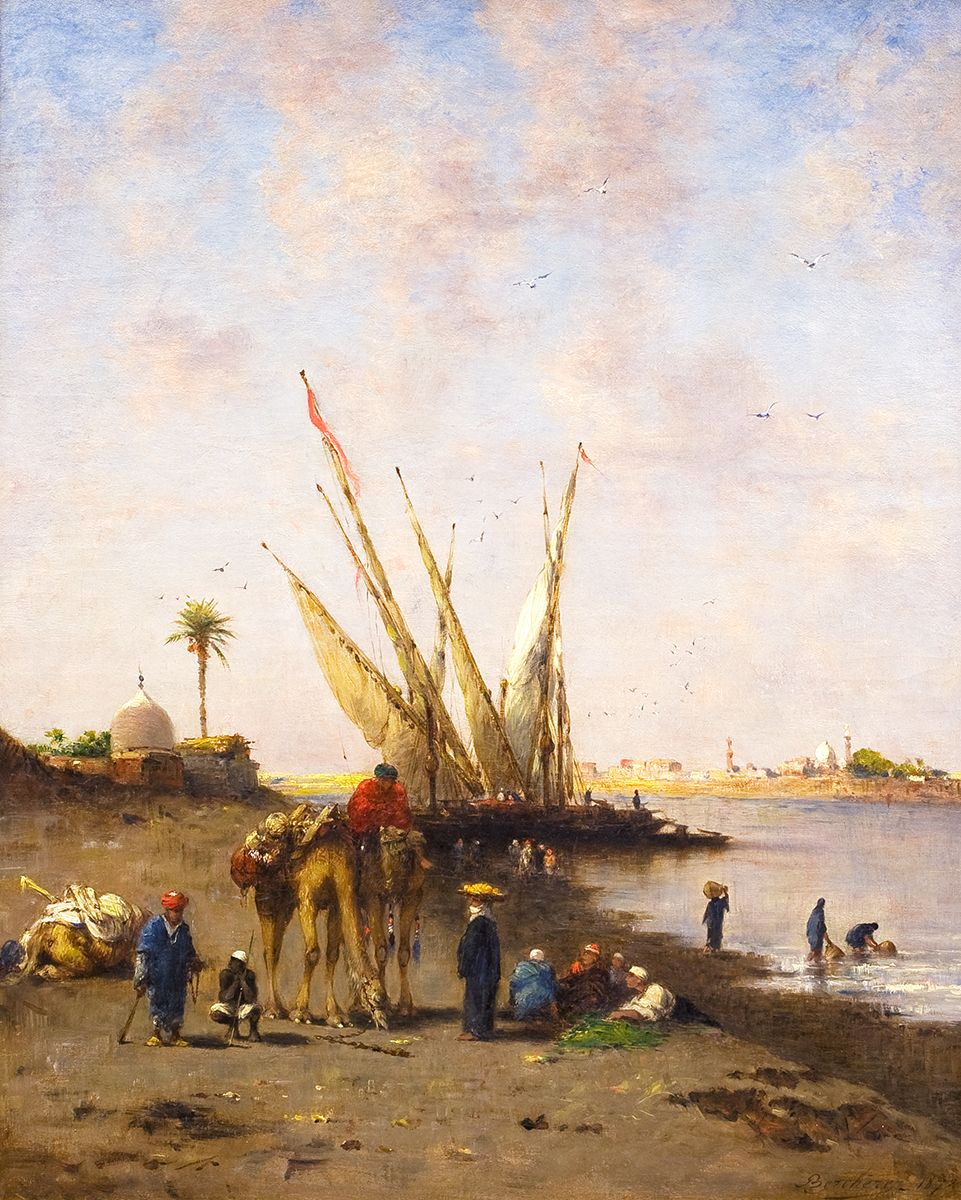
Картина 1872 року з зображенням нильських фелюг
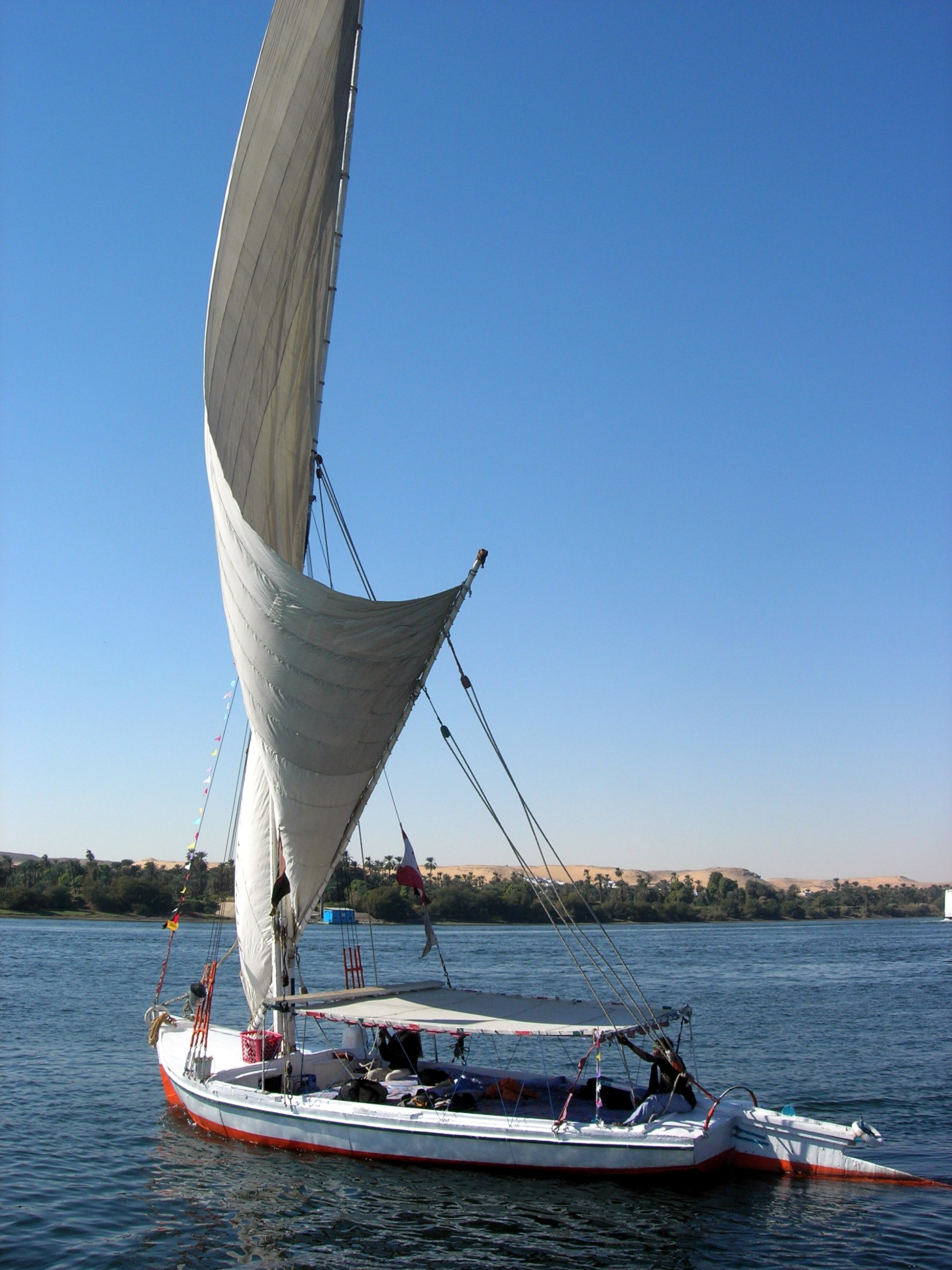
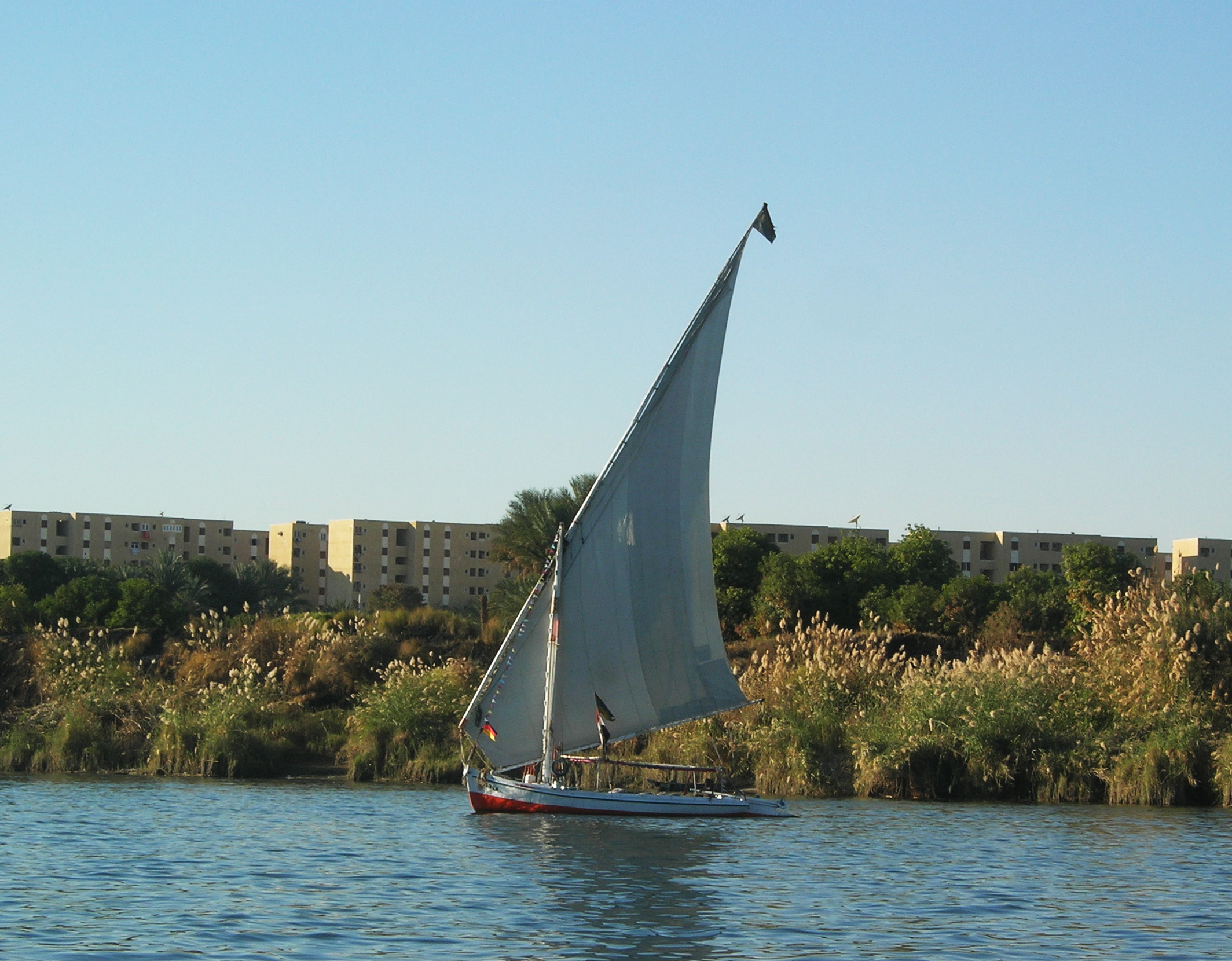
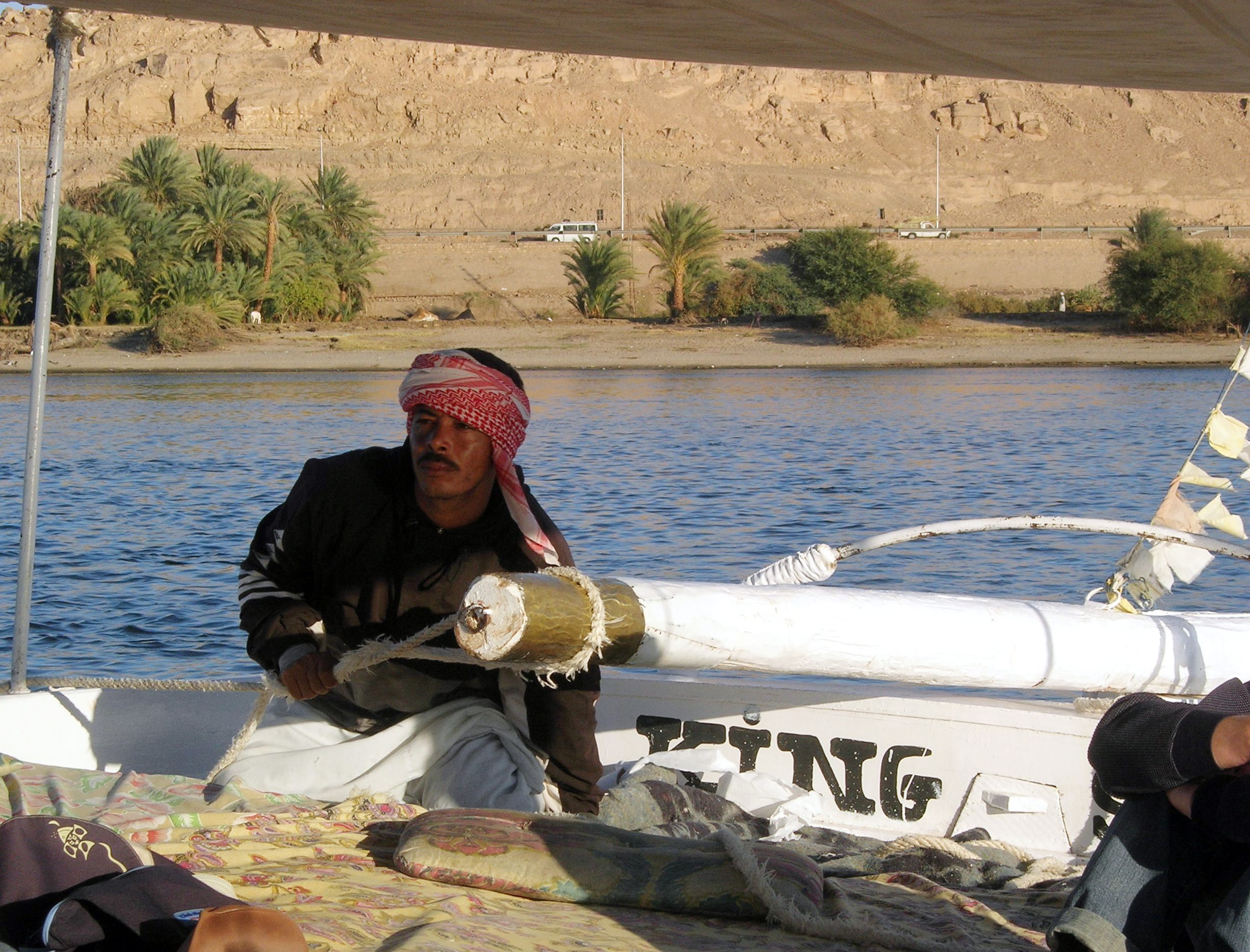
Араб - "фелюгер"
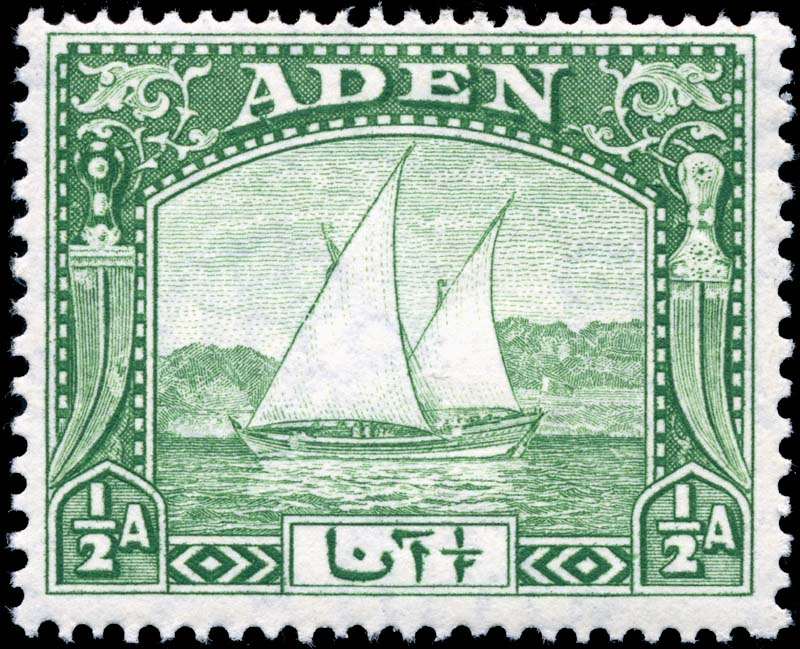
Двощоглова фелюга на єгипетській марці 1937 року
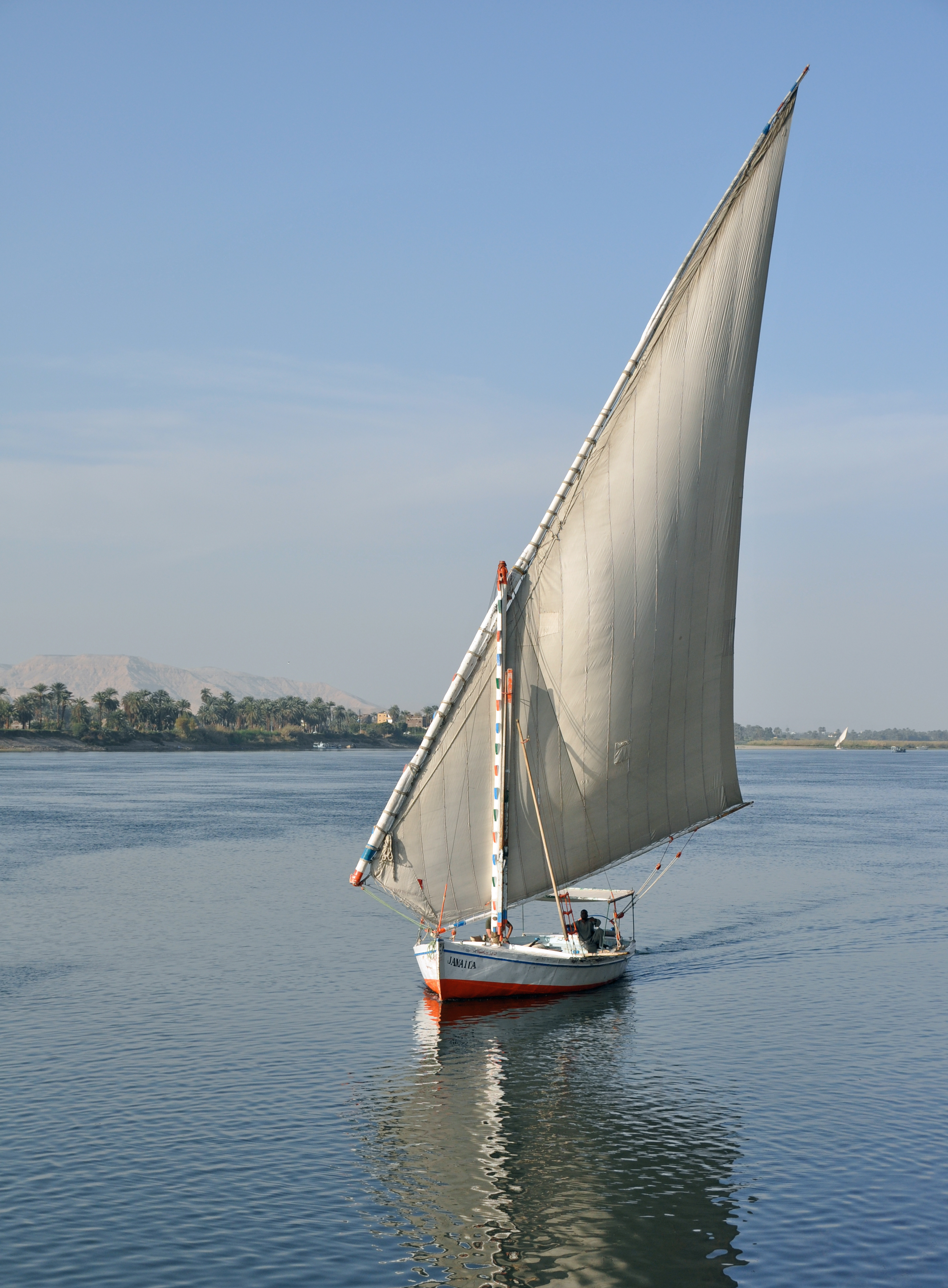
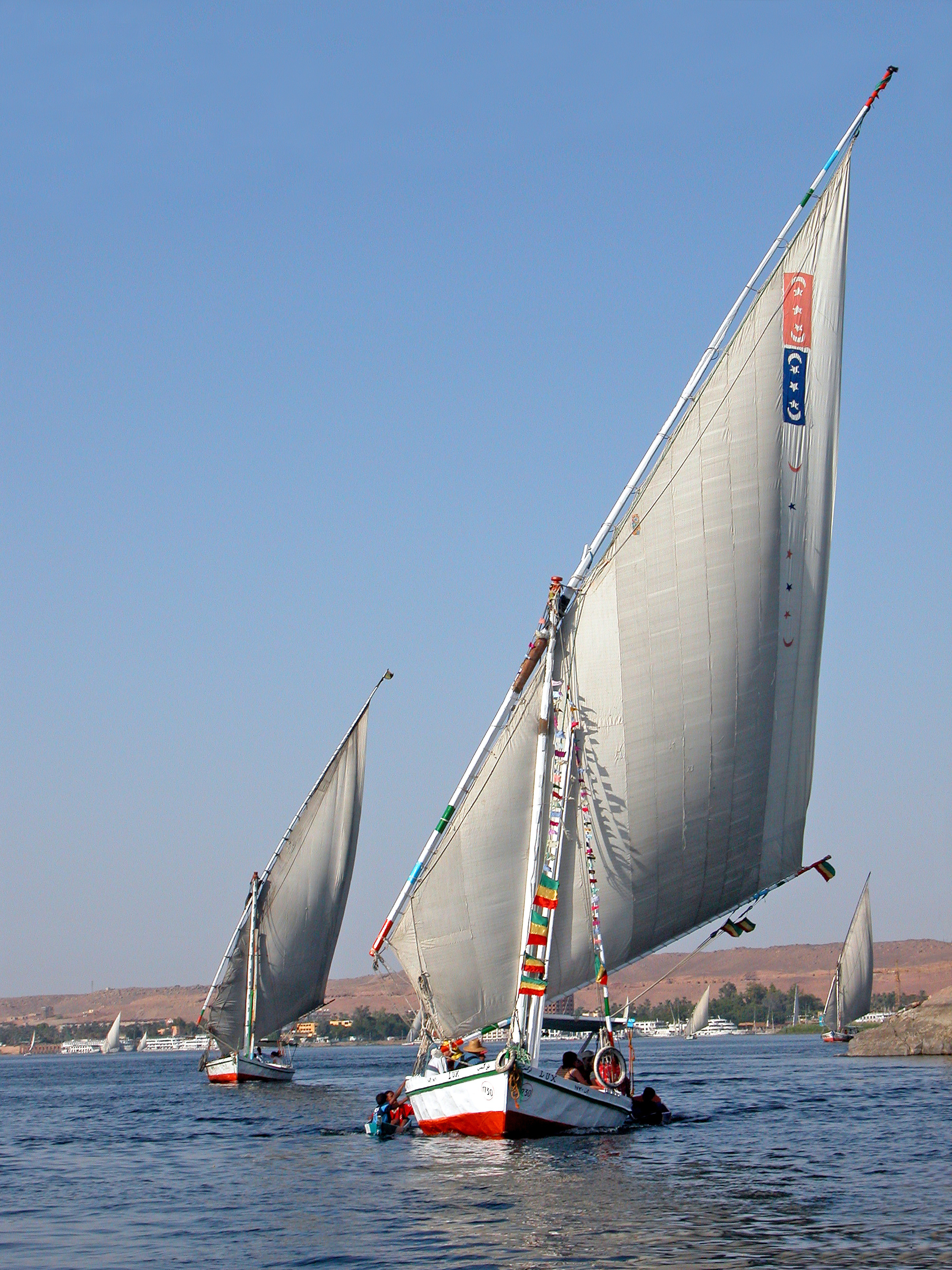
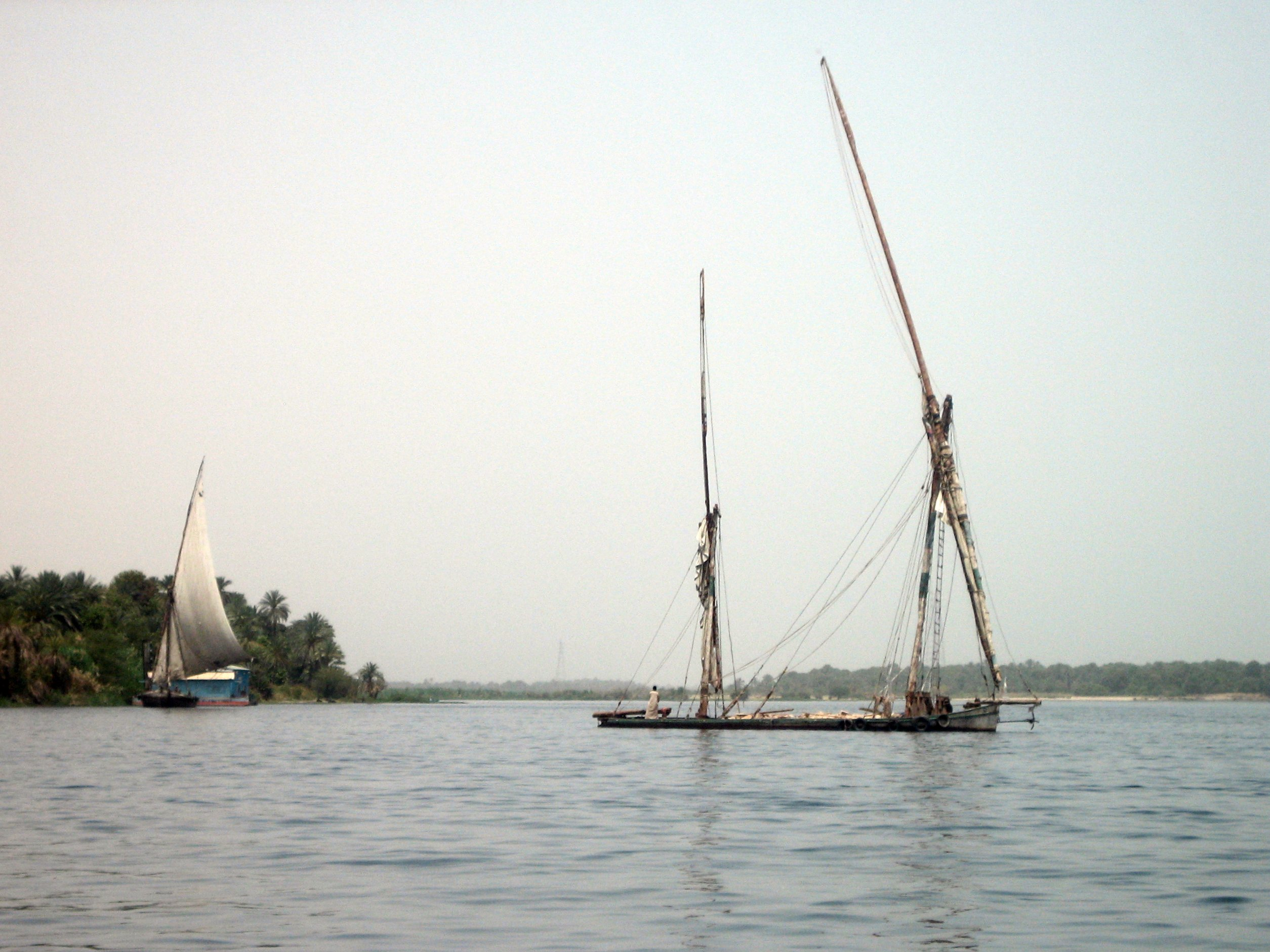